# Теряевские пруды
Теряевские пруды — государственный природный заказник регионального значения.
Расположен на северо-западе Московской области России, в северной части Волоколамского района, на западной окраине села Теряево, примерно в 17 км к северо-востоку от центра города Волоколамска. Общая площадь особо охраняемой природной территории — 40 га.
Создан Решением Мособлисполкома от 7 августа 1981 года «Об организации заказников в области», с возложением охраны на Теряевский сельсовет. Постановлением Правительства Московской области от 11 февраля 2009 года № 106/5 утверждена Схема развития и размещения особо охраняемой природной территории.
Включает в себя два Теряевских пруда и примыкающие к ним заболоченные территории. Самый большой, Иосифовский пруд, был вырыт ещё при жизни преподобного Иосифа Волоцкого — основателя и настоятеля местного монастыря. Гурьевский пруд вырыт в XVI веке при игумене Гурии.
Имеет зоологическое, ландшафтное, эстетическое и учебное значение, являясь местообитанием редких видов животных и примером адаптации дикой орнитофауны к антропогенному ландшафту.
Фауна представлена американской норкой, чёрным хорем и водяной полёвкой. Живописные заросли прибрежной растительности и древесно-кустарниковые заросли изобилует птицами, включая такие редкие виды, занесённые в Красную Книгу Московской области, как малая выпь, большой улит, мородунка, малый погоныш, пастушок, серощёкая и красношейная поганки, белоспинный дятел. На территории заказника обычны большая поганка, кряква, чирок-свистунок, чирок-трескунок, красноголовый нырок, хохлатая чернеть, серая цапля, сизая чайка, болотная камышовка, камышовка-барсучок, речной сверчок, камышовая овсянка, черныш, перевозчик, ястреб-перепелятник, ястреб-тетеревятник, малый пёстрый дятел, зяблик, снегирь, певчий дрозд, рябинник, зарянка, обыкновенный соловей, садовая славка, черноголовая славка, пеночка-весничка, серая мухоловка, обыкновенный скворец, обыкновенный поползень, обыкновенная пищуха, обыкновенная лазоревка, большая синица, ополовник, сорока; чуть реже встречаются камышница, лысуха, болотный лунь, болотная сова, фифи и речная крачка. Для открытых местообитаний заказника характерны обыкновенный канюк, чеглок, белая трясогузка, обыкновенная чечевица, черноголовый щегол, обыкновенная овсянка, жулан. Обнаружено место гнездования дроздовидной камышовки — одно из немногих в Московской области, что указывает на приспособление дикой фауны к соседству с человеком и под влиянием антропогенных факторов.
Памятник русского зодчества — Иосифо-Волоцкий монастырь, основанный в 1479 году преподобным Иосифом, — образуют с прудами единый ландшафтно-архитектурный ансамбль.